# Assegurat
L'assegurat és el titular de l'interès, objecte del contracte d'assegurança, i pot ser una persona física o una persona jurídica, encara que en les assegurances de persones, òbviament, ha de ser una persona física. L'assegurat pot coincidir amb el contractant o prenedor de l'assegurança, que és la persona física o jurídica que subscriu el contracte d'assegurança amb l'assegurador, assumint la totalitat dels drets i obligacions que en deriven, llevat dels que per la seva naturalesa únicament es poden complir per l'assegurat, com, per exemple, la declaració de l'estat de salut, com a pressupost de les assegurances de persones.